# Conops verus
Conops verus är en tvåvingeart som beskrevs av Camras 1955. Conops verus ingår i släktet Conops och familjen stekelflugor. Inga underarter finns listade i Catalogue of Life.